# Canhão divisional M1942 de 76mm (ZiS-3)
O canhão divisional de 76mm M1942 (ZiS-3) (em russo:  76-мм дивизионная пушка обр. 1942 г. (ЗиС-3), transl. 76-mm divizionnaya pushka obr. 1942 g. (ZiS-3)) (índice GRAU: 52-P-354U) era um canhão de campanha divisional de 76mm soviético usado durante a Segunda Guerra Mundial. ZiS era uma designação de fábrica e representava Zavod imeni Stalina ("fábrica com o nome de Stalin"), o título honorífico da Fábrica de Artilharia nº 92, que primeiro construiu este canhão.

## História
A Fábrica de Artilharia nº 92 começou a projetar o ZiS-3 no final de 1940. O ZiS-3 combinou o reparo leve do canhão antitanque ZiS-2 57mm e o poderoso cano de 76,2mm do F-22USV, o canhão de campanha divisional anterior. A adição de um freio de boca reduziu o recuo e evitou danos ao reparo leve durante o disparo. Produzir um ZiS-3 custa apenas um terço do tempo e dois terços do dinheiro de um F-22USV, fazendo maior uso de fundição, estampagem e soldagem.
VG Grabin, o projetista-chefe das armas soviéticas de médio calibre, iniciou o desenvolvimento deste canhão sem a aprovação do Estado, e o protótipo foi feito escondido. O Marechal Grigory Kulik, comandante da artilharia soviética, ordenou a suspensão da produção dos canhões antitanque leves de 57mm e dos canhões de campanha divisionais de 76mm, na crença de que eram inadequados; os soviéticos superestimaram a proteção blindada dos mais recentes tanques pesados alemães por causa da propaganda sobre o protótipo de tanque Neubaufahrzeug com múltiplas torres.
O início da Grande Guerra Patriótica revelou que os canhões 76mm do período pré-guerra superavam a blindagem alemã; em alguns casos até metralhadoras DShK 12,7mm eram adequadas. A maior parte dos canhões 76mm foram perdidos no início da guerra; alguns exemplares capturados armaram canhões autopropulsados alemães Panzerjäger. O Marechal Kulik ordenou que o F-22USV voltasse à produção. Na Fábrica de Artilharia nº 92, Grabin colocou o ZiS-3 em produção em massa em dezembro de 1941.
O estoque de ZiS-3 da fábrica cresceu e não foi utilizado, pois o Exército Vermelho se recusou a aceitar os canhões sem os testes de aceitação habituais. Grabin convenceu o exército a emitir os canhões para testes improvisados na linha de frente, onde se mostraram superiores aos canhões de campanha divisionais existentes. Uma demonstração subsequente impressionou Josef Stálin, que elogiou o canhão como "uma obra-prima no desenvolvimento de sistemas de artilharia". O ZiS-3 passou por um teste oficial de aceitação de cinco dias em fevereiro de 1942, e foi então aceito em serviço como canhão de campanha divisionário modelo 1942 (nome oficial completo). Grabin trabalhou para aumentar a produção na Fábrica de Artilharia nº 92. As linhas de montagem dos transportadores admitiam a utilização de mão de obra pouco qualificada sem perda significativa de qualidade. Trabalhadores e engenheiros experientes trabalharam em equipamentos complicados e serviram como líderes de brigada; eles foram substituídos na linha de produção por jovens operários isentos do recrutamento, produzindo uma nova geração de trabalhadores qualificados e engenheiros. Mais de 103.000 canhões ZiS-3 foram produzidos até o final da guerra, tornando-o o canhão de campanha soviético mais numeroso durante a guerra.
A produção em massa do ZiS-3 cessou após a guerra. Foi substituído pelo canhão divisional de 85mm D-44. O D-44 tinha melhores capacidades antiblindagem, mas com mobilidade inferior devido ao seu peso aumentado.
Os finlandeses capturaram 12 unidades e designaram-nas como 76 K 42.

### Derivados
Pelo menos um ZiS-3 foi produzido na Forja Reșița em Reșița, na Romênia, durante 1943. Esta cópia produzida na Romênia foi testada em vários protótipos projetados na Romênia, bem como em alguns modelos estrangeiros, até que eventualmente um dos protótipos romenos foi selecionado para produção em série como o Reșița M1943 de 75mm. Esta arma incorporou vários recursos do ZiS-3. Pelo menos 375 canhões 75mm Reșița M1943 foram produzidos pela Romênia, incluindo três protótipos; a arma foi posteriormente montada no caça-tanques Mareșal.

### Montagens autopropulsadas
O SU-76 era um canhão de assalto montando o ZiS-3 no chassi de um tanque leve T-70. Mais de 14.000 foram produzidos entre 1942 e 1945. O caça-tanques romenos TACAM R-2 era um tanque R-2 convertido para montar o ZiS-3 em um compartimento de combate de três lados. O KSP-76 era um carro de assalto leve em tempo de guerra montado no ZiS-3; não avançou além do estágio de protótipo.

## Dados de munição
| Munição disponível                                                            |          |          |            |
| Tipo                                                                          | Modelo   | Peso, kg | Peso HE, g |
| Projéteis perfurantes (velocidade inicial 700m/s)                             |          |          |            |
| APHE                                                                          | BR-350A  | 6.3      | 155        |
| Perfurante (sólido)                                                           | BR-350SP | 6,5      | N / D      |
| Projéteis perfurantes de blindagem compostos (velocidade inicial de até ?m/s) |          |          |            |
| De abril de 1943                                                              | BR-350P  | 3.02     | N / D      |
| Desenvolvido após a Segunda Guerra Mundial                                    | BR-350N  | 3.02     | N / D      |
| Projéteis alto-explosivos e de fragmentação (velocidade inicial 680m/s)       |          |          |            |
| HE/Aço de fragmentação                                                        | OF-350   | 6.2      | 710        |
| HE/Fragmentação de ferro de aço                                               | OF-350A  | 6.2      | 640        |
| Fragmentação de ferro de aço                                                  | O-350A   | 6.21     | 540        |
| HE/Fragmentação                                                               | OF-350B  | 6.2      | 540        |
| HE/Fragmentação                                                               | OF-363   | 6.2      | 540        |
| HE                                                                            | F-354    | 6.41     | 785        |
| HE                                                                            | F-354M   | 6.1      | 815        |
| HE desenvolvido na França                                                     | F-354F   | 6.41     | 785        |
| Outros projéteis (velocidade inicial de até 680m/s)                           |          |          |            |
| HEAT, desenvolvido após a Segunda Guerra Mundial                              | BK-354   | 7        | 740        |
| HEAT, de maio de 1943                                                         | BP-350M  | 3,94     | 623        |
| Estilhaços                                                                    | Sh-354   | 6,5      | 85         |
| Estilhaços                                                                    | Sh-354T  | 6,66     | 85         |
| Estilhaços                                                                    | Sh-354G  | 6,58     | 85         |
| Estilhaços                                                                    | Sh-361   | 6,61     | 85         |
| Químico                                                                       | OH-350   | 6,25     |            |
| Incendiário de longo alcance                                                  | Z-350    | 6.24     | 240        |
| Incendiário                                                                   | Z-354    | 4,65     | 240        |
| Fumígeno de longo alcance                                                     | D-350    | 6h45     | N / D      |
| Fumígeno de ferro de aço                                                      | D-350A   | 6h45     | N / D      |

| Tabela de penetração de blindagem |                            |                            |
| Projétil AP BR-350A |                            |                            |
| Distância, m | Ângulo de encontro 60°, mm | Ângulo de encontro 90°, mm |
| 100 | 67                         | 82                         |
| 500 | 61                         | 75                         |
| 1000 | 55                         | 67                         |
| 1500 | 49                         | 60                         |
| 2000 | 43                         | 53                         |
| Esses dados foram obtidos por métodos soviéticos de medição de penetração de blindagem (a probabilidade de penetração é igual a 75%). Não são directamente comparáveis com dados ocidentais de tipo semelhante. |                            |                            |

## Histórico de combate
As características táticas dos canhões de 76,2 mm (M1939 e 1942) são sua alta cadência de tiro, boa velocidade inicial e grande manobrabilidade. Esses canhões são empregados no apoio aproximado à infantaria (tanques) e especialmente para fogo direto. Suas principais missões são a destruição de pessoal e a neutralização de armas de infantaria em campo aberto; barragens antipessoal; destruição de tanques, veículos, canhoneiras e dentes de dragão por fogo direto; e assediar fogo. As missões secundárias acompanham barragens e concentrações; neutralização de artilharia e morteiros; estabelecimento de cortinas de fumaça; e destruição do arame-farpado. Missões excepcionais são reconhecimento de fogo, destruição de material leve com fogo indireto e destruição de campos minados.

Manual Técnico, TM 30-530
Os soldados soviéticos gostaram do ZiS-3 por sua extrema confiabilidade, durabilidade e precisão. O canhão era fácil de manter e usar por equipes novatas. O reparo leve permitiu que o ZiS-3 fosse rebocado por caminhões, jipes pesados, como o Dodge WC-51/WC-52 fornecido pelo Lend-Lease americano, simplesmente chamado de "Dodge 3/4" de toneladas pelas tropas soviéticas - ou mesmo rebocado manualmente pela tripulação, se necessário.
O canhão também era bastante popular na Wehrmacht alemã. O canhão foi introduzido no serviço alemão como Feldkanone 288(r) de 7,62cm e as fábricas foram reequipadas para produzir munição para ela.
O ZiS-3 tinha boas capacidades antiblindagem. Seu projétil perfurante poderia nocautear qualquer tanque leve e médio alemão. A blindagem frontal dos tanques posteriores, como o Tiger I e mais tarde o Panther, porém, eram imunes ao ZiS-3.
O ZiS-3 prestou serviço de combate com as forças norte-coreanas durante a Guerra da Coréia (1950–1953). Também foi empregado pelas Forças Armadas Populares de Libertação de Angola (FAPLA) durante a Guerra Civil Angolana e a Guerra de Fronteira Sul-Africana e pela Força de Defesa Popular da Tanzânia durante a Guerra Uganda-Tanzânia em 1978-1979.

## Pós-Guerra Fria
O ZiS-3 foi exportado para aliados soviéticos durante a Guerra Fria, que por sua vez o exportaram para países do Terceiro Mundo. Na Europa, a Áustria recebeu cerca de 36 deles em 1955 e manteve-os em serviço até 1991 sob a designação PaK-M42. Na década de 1990, tanto o Exército Croata quanto o Exército da República Sérvia de Krajina o utilizaram.
Em 2020, a arma permaneceu em serviço ativo nos exércitos de pelo menos quatro nações soberanas: Camboja, Namíbia, Nicarágua e Sudão.

## Guerras
- Segunda Guerra Mundial
- Guerra da Coréia
- Guerra do Vietnã[9]
- Guerra Civil Libanesa
- Guerra sul-africana na fronteira
- Guerra Civil Angolana
- Guerra Uganda-Tanzânia
- Guerra do Afeganistão (1979–1989)[10]
- Guerra Civil Iugoslava
- Guerra Civil Iemenita (2015–presente)

## Operadores

### Operadores atuais
- Camboja[11]
- Namíbia[12]
- Nicarágua[13]
- Sudão[14]

- Hutis

### Ex-operadores
- Afeganistão[15]
- Argélia[16]
- Angola[17]
  - UNITA[17]
- Áustria
- República Democrática do Congo[17]
- Cuba[18]
- Croácia[7]
- Chipre[7]
- Etiópia[19]
- Coreia do Norte[15]
- Madagascar[17]
- República Popular da Polónia
- Reino da Romênia (capturados)
- União Soviética
- Tanzânia[20]
- Uganda[17]
- Iêmen do Norte[16]
- Zâmbia[17]

## Galeria

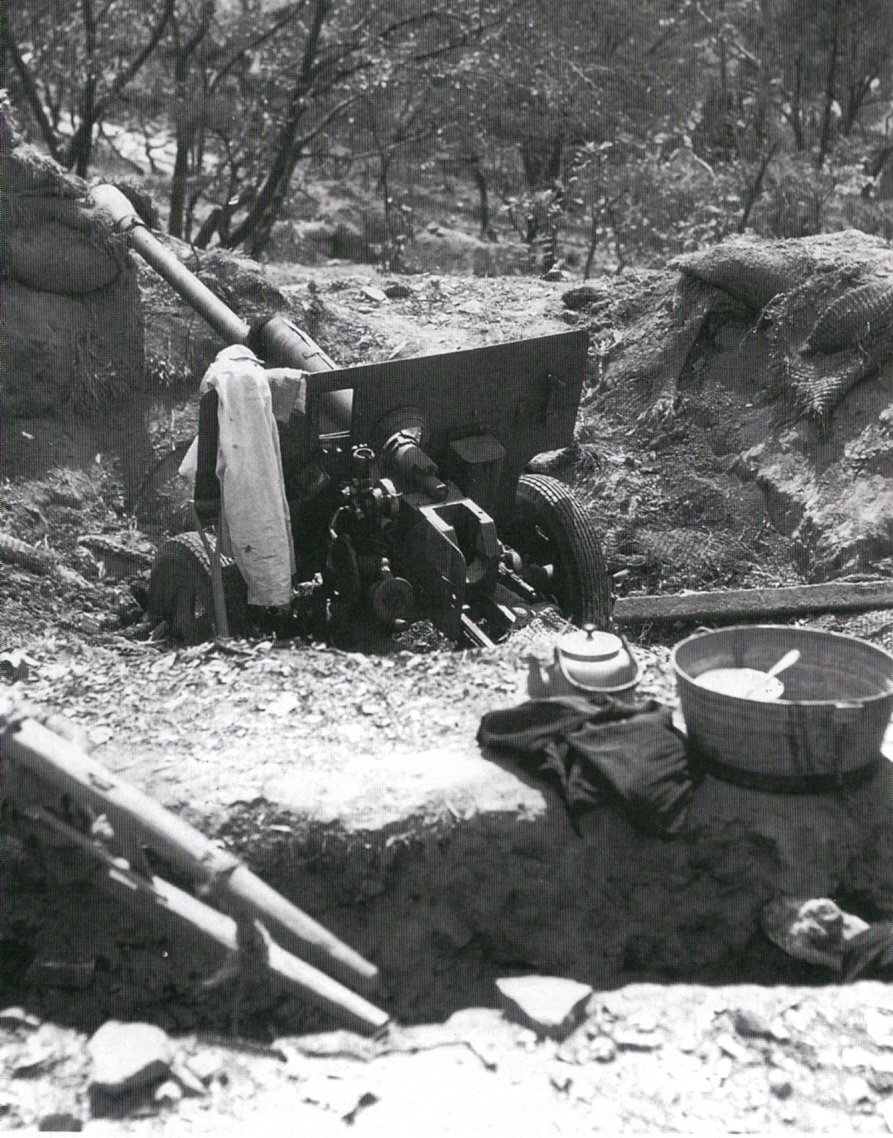
Um ZiS-3 norte-coreano capturado pelas forças das Nações Unidas durante os desembarques de Inchon em meados de setembro de 1950.
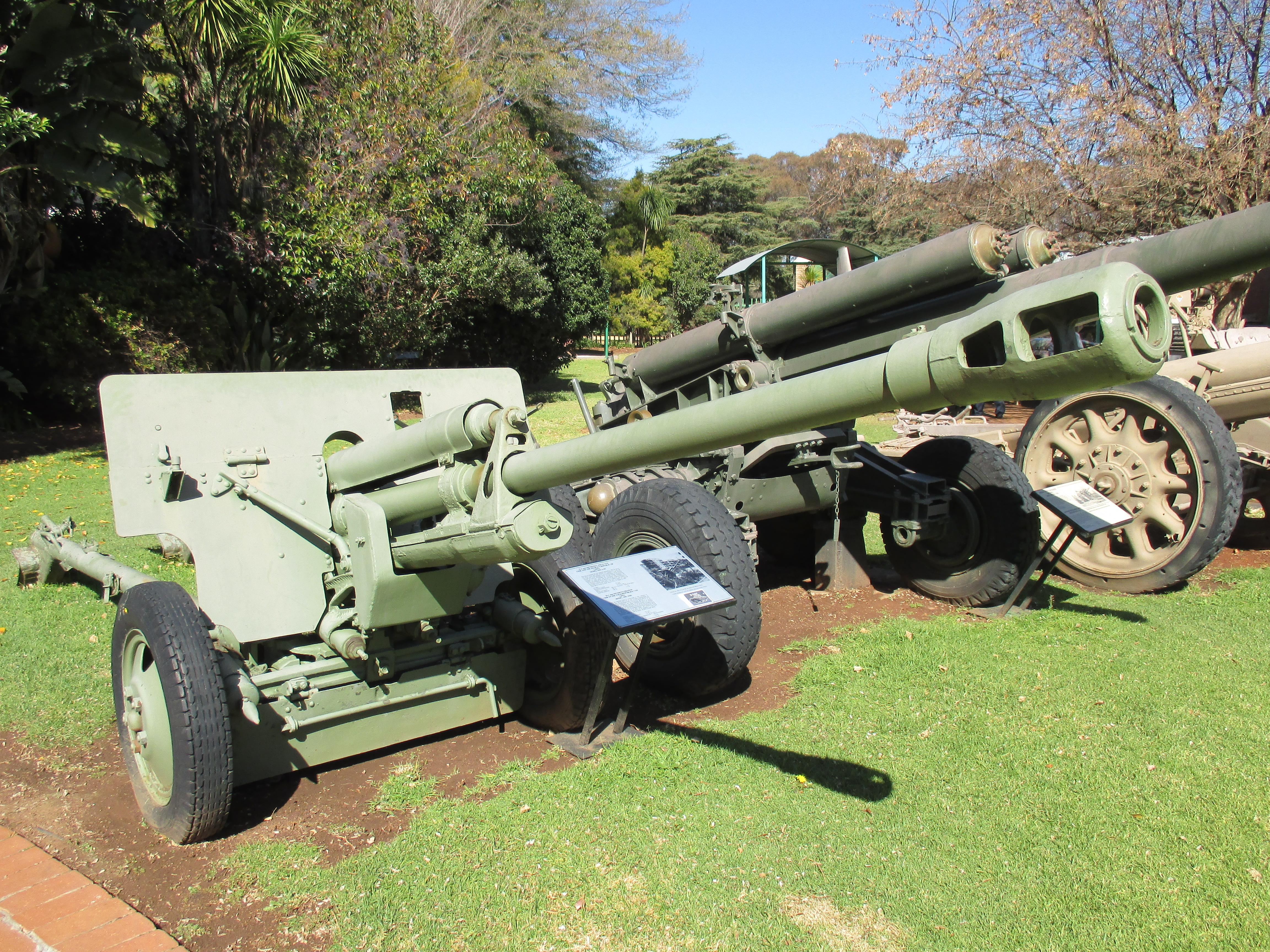
ZiS-3 exibido no Museu Nacional de História Militar da África do Sul, em Joanesburgo.
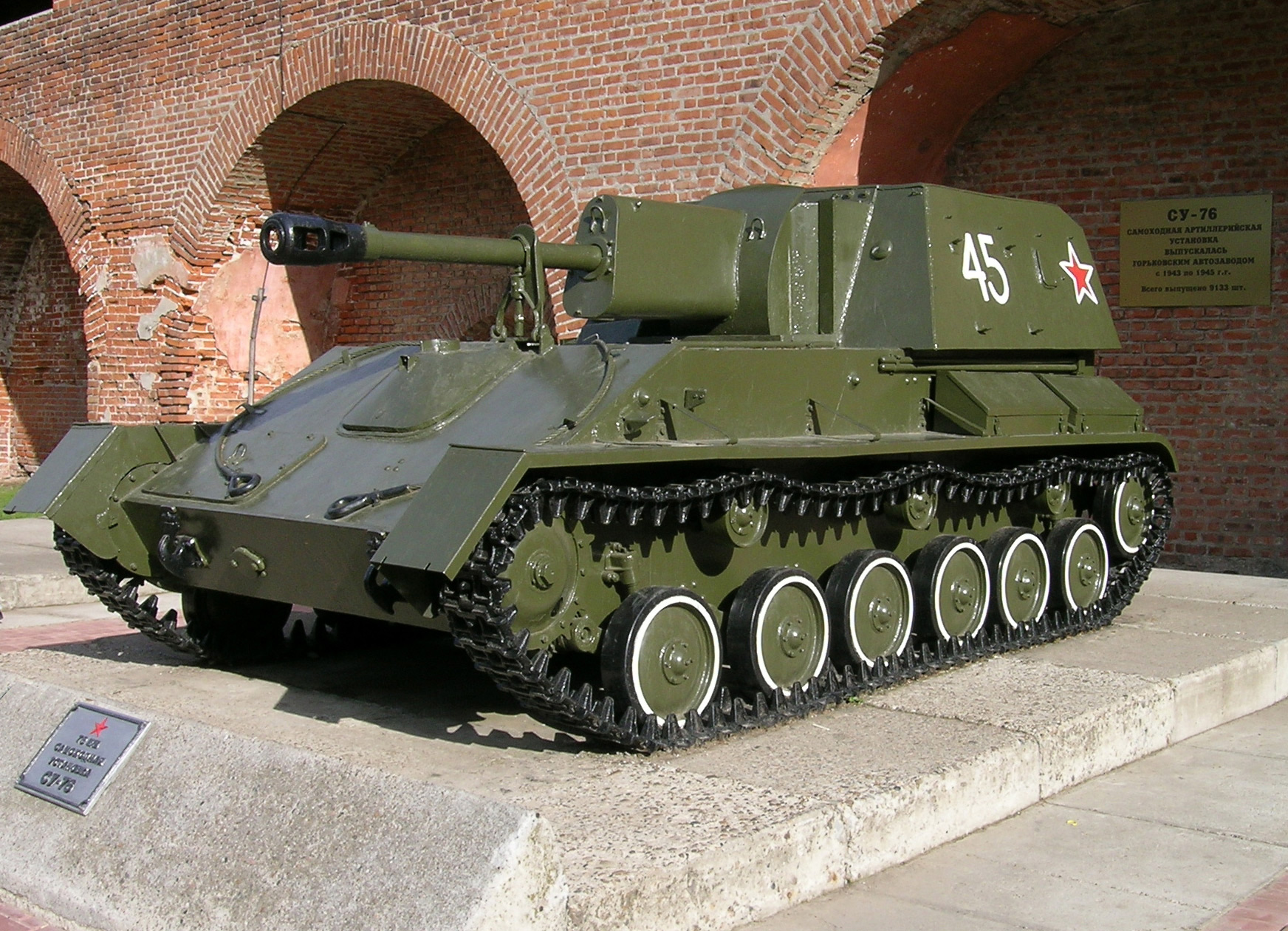
Um canhão autopropulsado SU-76.
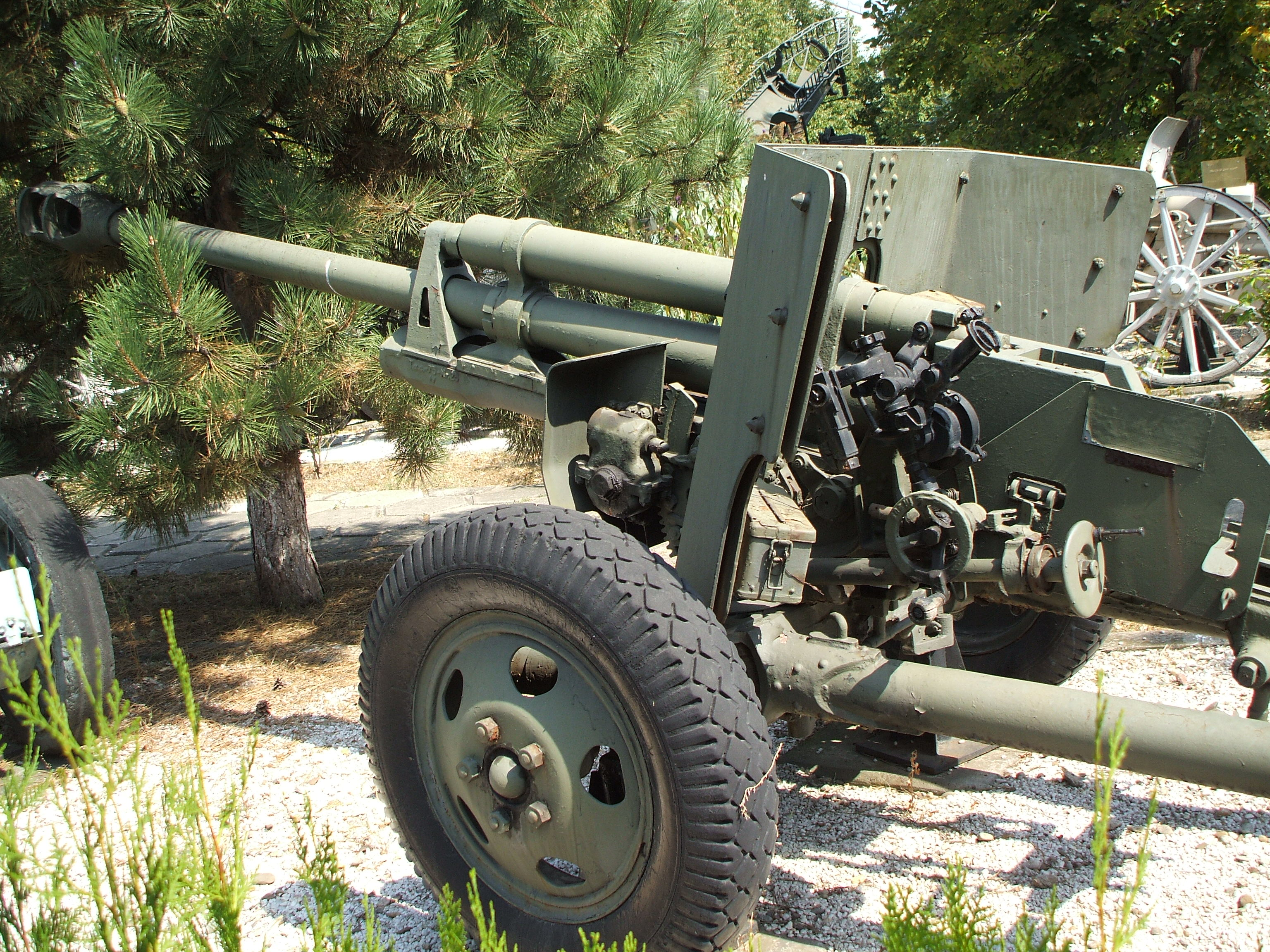
O Reșița M1943 romeno de 75mm usava recursos do ZiS-3 de 76mm.
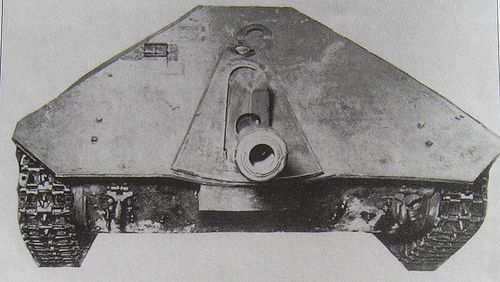
O protótipo do caça-tanques romeno Mareșal que montava um ZiS-3.
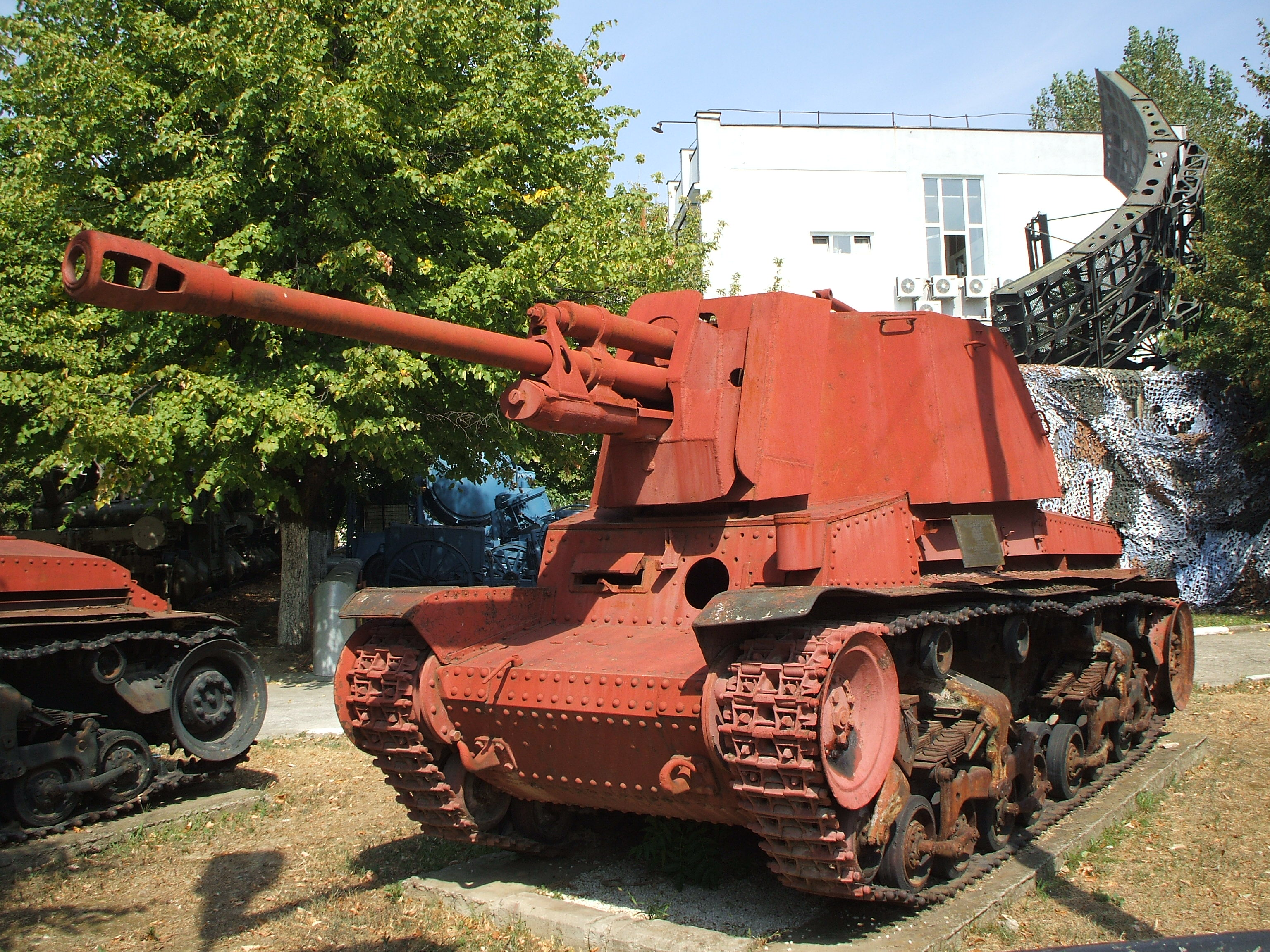
O caça-tanques romeno TACAM R-2 que montou um canhão ZiS-3.